# Bellanca CH-300 Pacemaker
Pour les articles homonymes, voir Bellanca, CH, 300 et Pacemaker.
Le Bellanca CH-300 Pacemaker est un avion léger monoplan six places des années 1930, de l'avionneur américain AviaBellanca Aircraft, réputé pour son endurance sur de longues distances,.

## Historique
Le Bellanca CH-300 Pacemaker est un monoplan à ailes hautes, pour 1 pilote et 5 passagers, très populaire au Canada et en Alaska, avec train d'atterrissage et roue arrière fixe, ou hydravion.

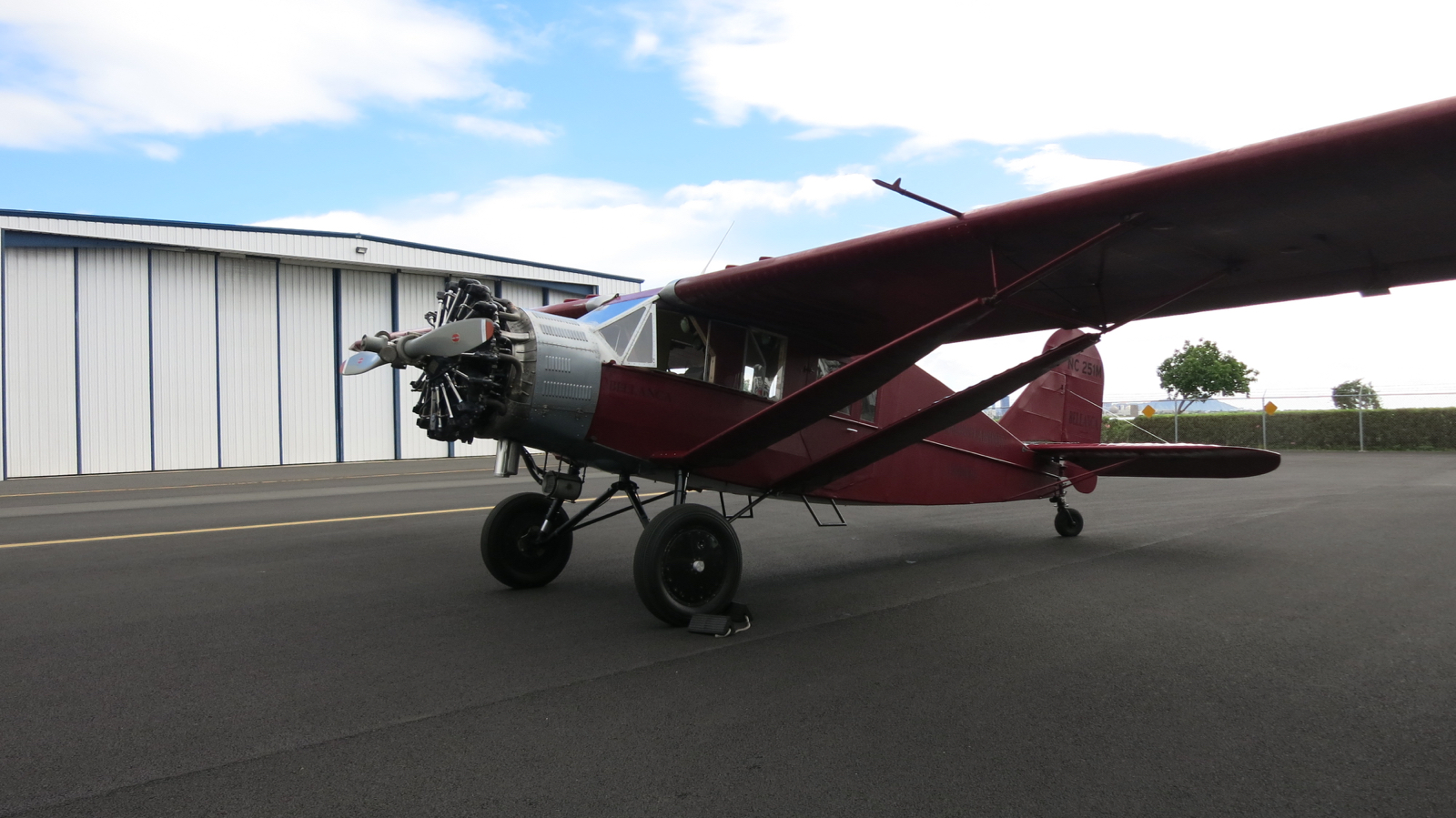
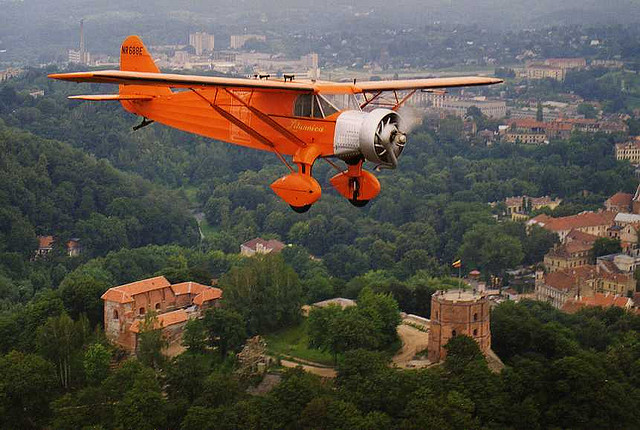
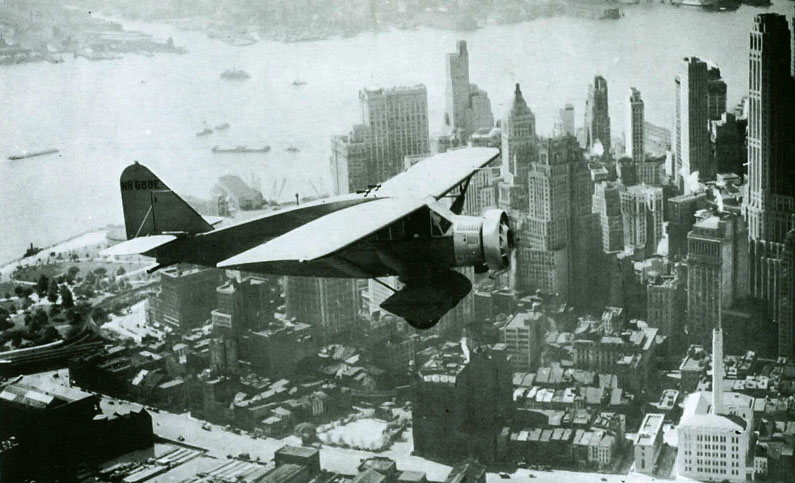

Ce modèle est une évolution avec un moteur plus puissant des précédents prototype Wright-Bellanca WB-2, et Bellanca CH-200 Pacemaker (en) de série de 1926.

## Motorisation
Il est propulsé par un moteur en étoile Wright J-6 de 330 ch (ou Senior Pacemaker à moteur Pratt & Whitney de plus de 400 ch des Bellanca CH-400 Skyrocket (en) suivants de 1930).

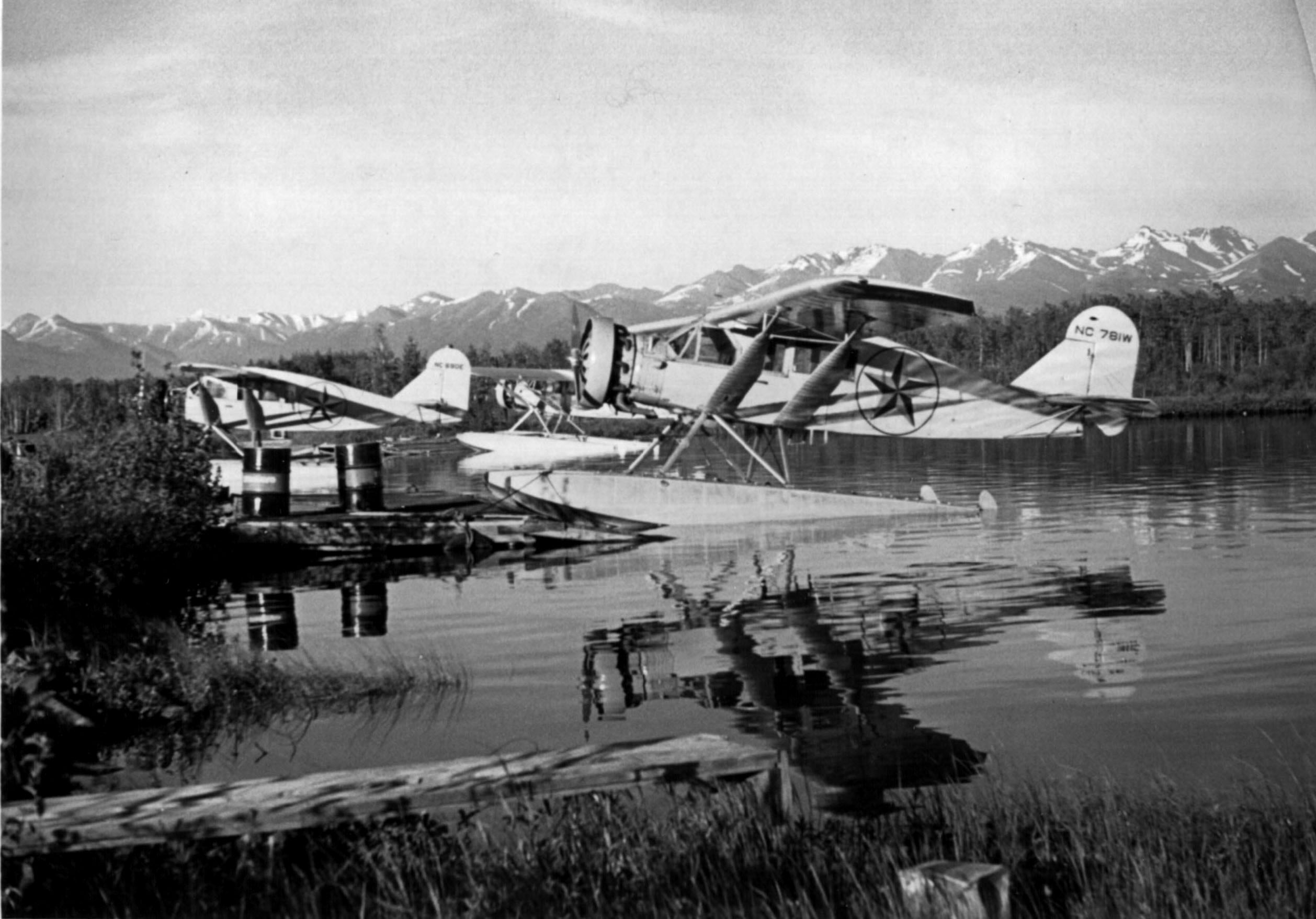
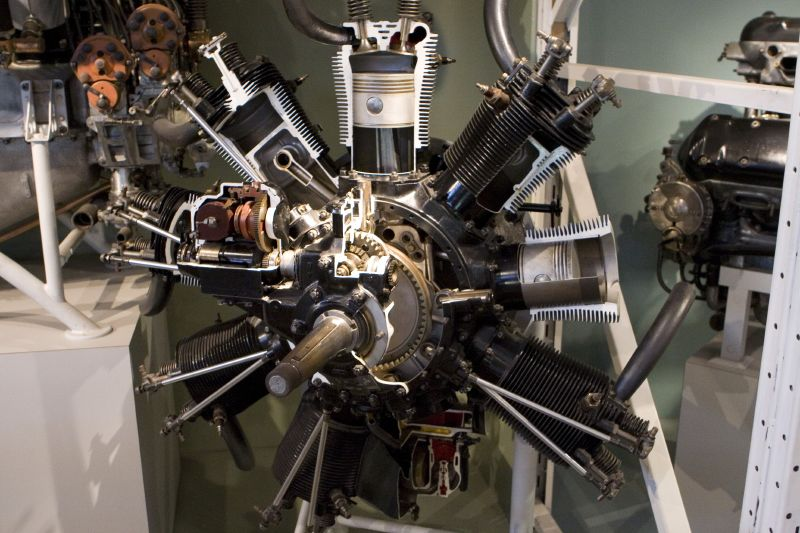
Moteur en étoile Wright J-6
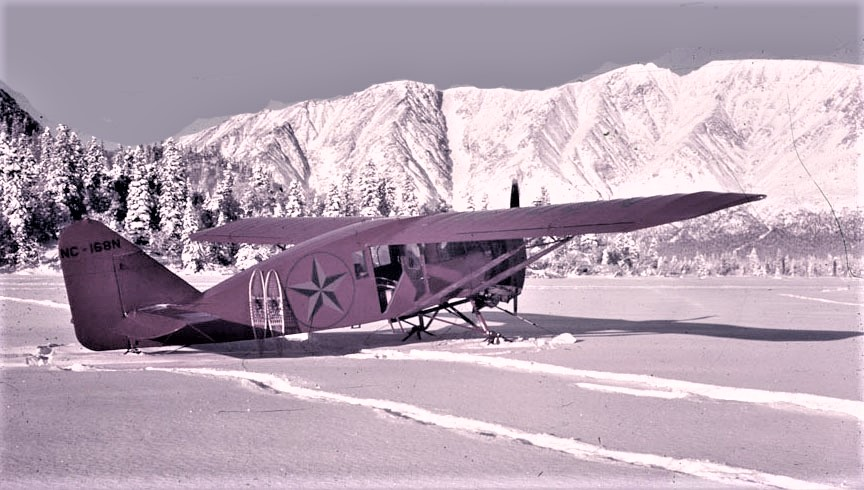

## Quelques vols historiques
Le prototype Wright-Bellanca WB-2 précédent de 1926 bat de nombreux records de l'époque.  
- 1929 : premier vol de CH-300 sans escale New York-Cuba, sur 2108 km (1310 miles) à 162 km/h (101 mph) de moyenne, en 12h56 min, avec le pilote George Haldeman.
- 1931 : un record de distance sans escale est établi entre New York à Istanbul, sur une distance de 8065 km (5 011 miles) en 49H 28 min, entre le 28 et le 30 juillet, avec une version Cape Cod (aircraft) (en) (reclassée Bellanca J-300 (en) par la suite).

## Bande dessinée
- 1940 : Le Crabe aux pinces d'or, des Aventures de Tintin, d'Hergé, avec un hydravion jaune inspiré du Bellanca CH-300 Pacemaker[4].

## Au cinéma
- 2011 : Les Aventures de Tintin : Le Secret de La Licorne, de Steven Spielberg, inspiré des 3 bandes dessinées Le Secret de La Licorne, Le Crabe aux pinces d'or, et Le Trésor de Rackham le Rouge, d'Hergé[5],[6]